# Federico Cantú Garza
Federico Heráclio Cantú Garza (3 de março de 1907 - Cidade do México, 29 de janeiro de 1989) foi um pintor e escultor mexicano. Desde que tinha 14 anos de idade, Cantú estudou arte na Escola de Pintura com Air Ramos Martinez. Ele também foi co-fundador do Salón de la Plástica Mexicana e da Escuela Nacional de Pintura, Escultura y Grabado "La Esmeralda".Durante este tempo, ele viveu na Rue Delambre em Montparnasse 1924-1934. Expôs no Parque de Exposições Museum em Los Angeles, Califórnia em 1929 [4], e sua esposa Luz Fabila  passou seus anos acadêmicos com Frida Kahlo 1922-1924. Cantú desenvolveu uma estreita amizade com André Breton, Mateo Hernandez, Lino Enea Spilimbergo, Renato Leduc, Antonin Artaud, José Moreno Villa, Jean-Emile Puiforcat.Federico Cantú  viveu, estudou, ensinou e trabalhou em Los Angeles e Nova York (1929-1942) 0,1939 Cantú se juntou a galeria de Arte Perls, que havia sido recentemente inaugurado em Nova Cantú York. 1940 se tornou um favorito do colecionador de arte americano MacKinley Helm. Mac começou a adquirir seus desenhos e pinturas e exibindo-os no Metropolitan Museum, Santa Barbara Museum, Philadelphia Museum.During esses anos

[de:Federico Cantú Garza]] 